# Lawrence Halprin

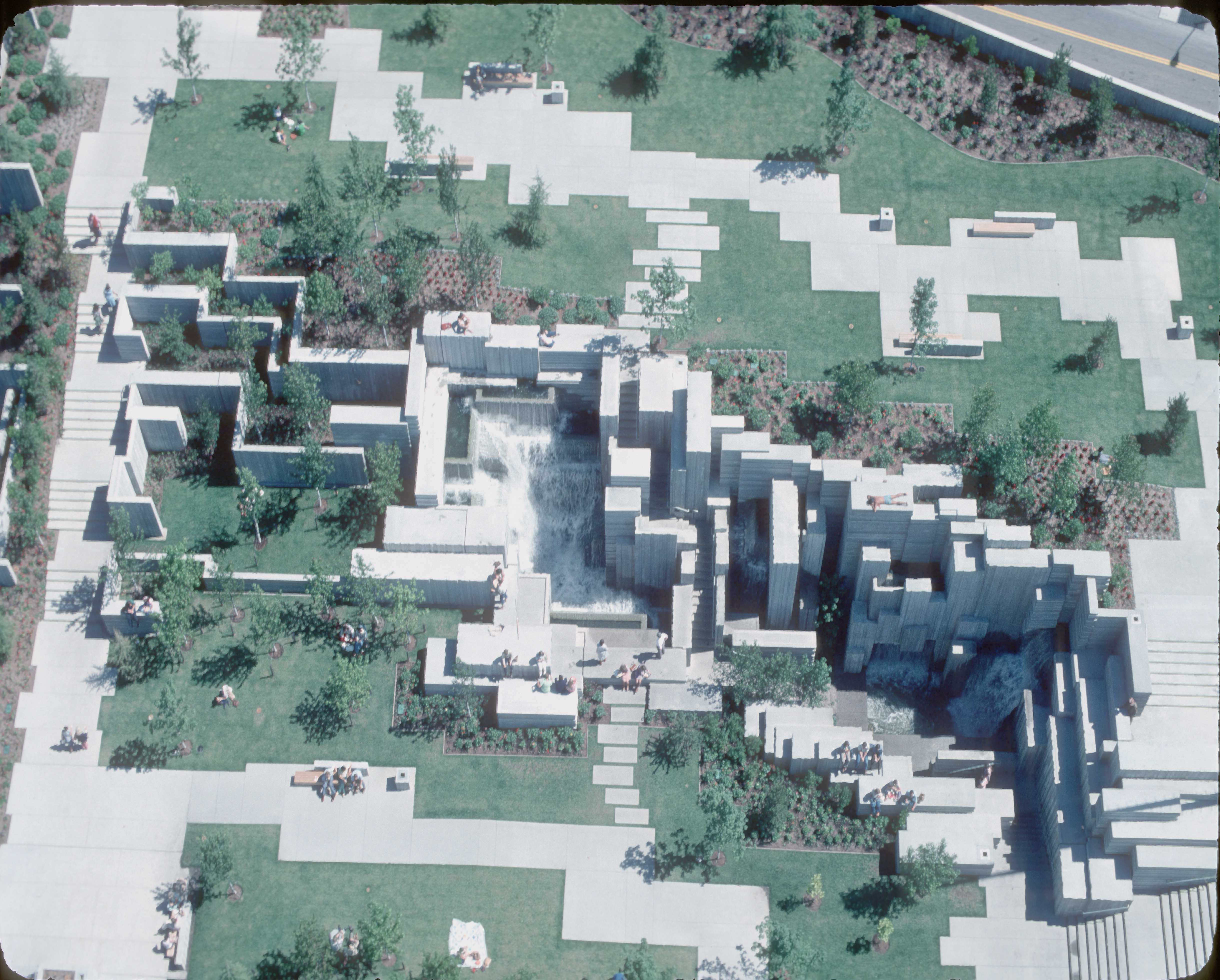
Freeway Park, 1970,

Lawrence Halprin (1. července 1916 – 25. října 2009), byl americký zahradní architekt, designér a pedagog 
Od počátku své kariéry v San Francisco Bay Area, v Kalifornii, v roce 1949, Halprin často spolupracoval v místním okruhu modernistických architektů na relativně skromných projektech. Mezi osobnosti s kterými spolupracoval je William Wurster, Joseph Esherick , Vernon DeMars, Mario J. Ciampi, a další významné osoby vztahující se k UC Berkeley. Postupně se zlepšuje jeho pověst, na severozápadě Halprin nejprve získal celonárodní pozornost svou prací na světové výstavě 1962 v Seattlu, Ghirardelli Square tento projekt opětovné použil v San Franciscu, a chodníky mezi památkami/ v obchodě Nicollet Mall v Minneapolisu. Halprin během své kariéry dokázal ovlivnit celou jednu generaci svým konkrétním konstrukčním řešením, důrazem na uživatelské zkušenosti rozvojem těchto řešení, a svou metodou procesu spolupráce na návrhu.

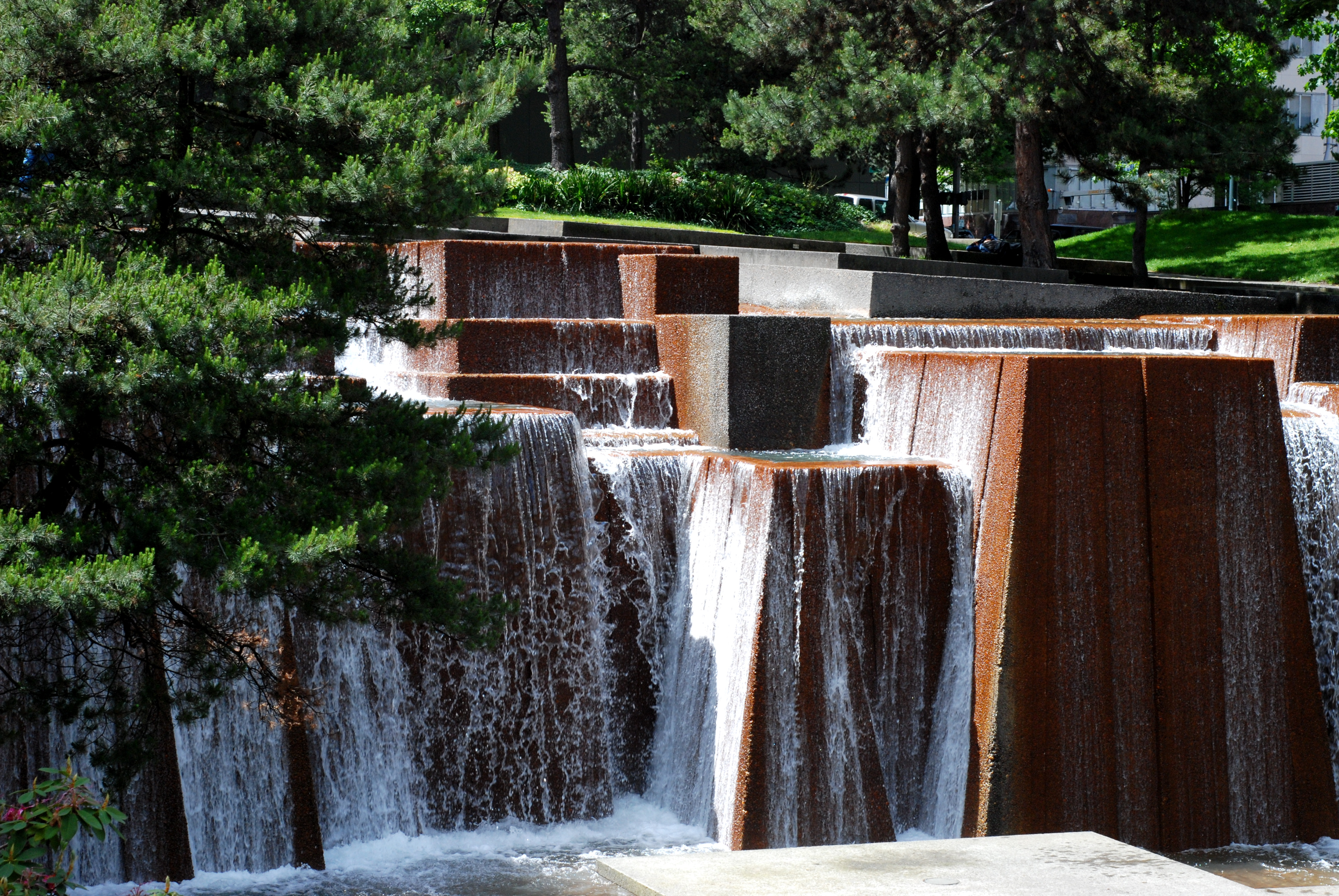
Ira Keller Fountain, Portland, Oregon

Halprinův názor a praxe shrnuje jeho definice modernismu:
"Správně pochopeno, modernismus není pouze otázkou kubistického prostoru, ale celým zhodnocením designu životního prostředí jako celostního přístupu k věci, vytváření prostoru v němž lidé žijí… Modernismus, jak jej definuji a praktikuji, zahrnuje a je založen na zásadách archetypálních potřeb člověka jako jednotlivce i sociální skupiny." 
Za nejlepší z jeho prací je považována krajinářská architektura jako vyprávění. 

## Mladá léta

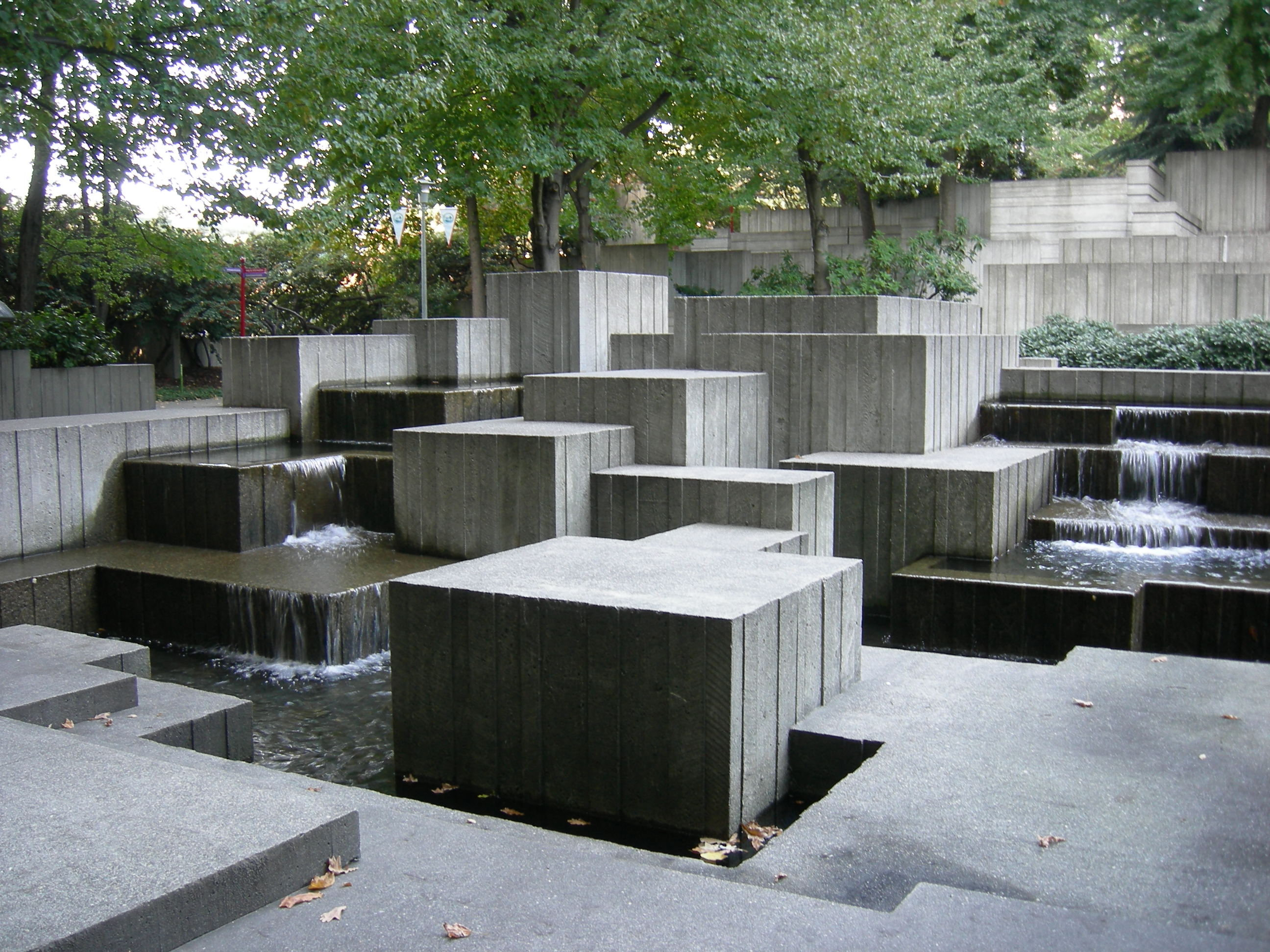
Freeway Park, Seattle

Halprin vyrostl v Brooklynu, New York a jako školák získal věhlas při místních utkáních baseballu. Také strávil tři roky ze svých mladých let v Palestině v kibucu, v místech, kde je dnes izraelské přístavní město Haifa. Heritage Park Plaza ve Fort Worth v Texasu, je stavba jejíž design byl navržen Halprinem, byla postavena v roce 1980 a byla zapsána na Národní registr historických míst jako ukázkové dílo týdne 21. května 2010.
Získal titul bakalář umění na Cornell University a byl mu udělen titul Master of Arts v postgraduálním studiu na University of Wisconsin. Pak si získal druhý bakalářský titul z Harvard Graduate School of Design, kde jeho profesory byli architekti Walter Gropius a Marcel Breuer. Jeho spolužáky z Harvardu byli Philip Johnson a I.M. Pei. Při návštěvě Taliesinu, Frank Lloyd Wright studiu ve Wisconsinu, Halprina zaujala myšlenka aby se stal designérem, a jeho formální trénink začal ve třídách s Christopherem Tunnardem.
V roce 1944 byl Halprin přijat do služby v námořnictvu v United States Navy jako nadporučík (junior). Byl přidělen k torpédoborci USS Morris v Pacifiku, na který byl zacílen sebevražedný útok japonských kamikadze. Poté, co přežil zničení Morrise, byl Halprin poslán do San Francisca na dovolenou. Zůstal tam i po svém propuštění.

## Kariéra

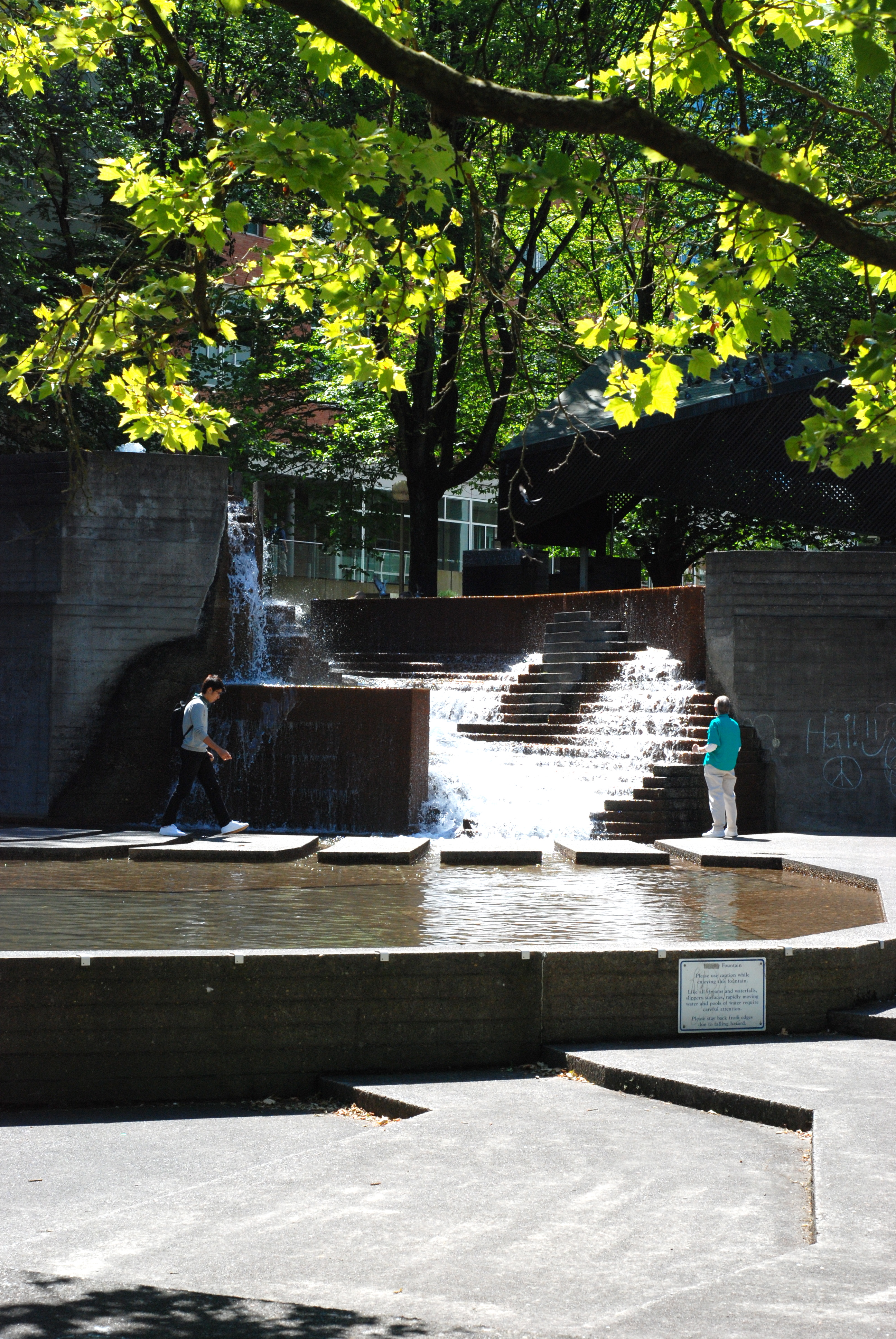
Lovejoy Fountain Park, Portland, Oregon

Po propuštění z vojenské služby nastoupil v San Franciscu do firmy zahradního architekta Thomase Dollivera Churche. a pracoval na projektech, ke kterým v tomto období patřila například zahrada Dewey Donnell (El Novillero) v Sonoma County.
Halprin otevřel svůj vlastní podnik v roce 1949, a stal se jedním z profesionálních konkurentů Thomase Dollivera Churche a jeho následovníků.
Halprinova manželka, uznávaná avantgardní tanečnice Anna Halprin, byla jeho dlouholetým spolupracovníkem, s nímž zkoumal společné prostory mezi oblastí choreografie a způsobem, jakým se uživatelé pohybují veřejným prostorem. Rodiče jeho manželky byla Daria Halprin, americký psycholog, autor, tanečnice a herečka, a Rana Halprin, fotograf a aktivista pro výuku romského jazyka a lidských práv.
Mnoho Halprinových prací nese známky jeho pozorností k uživateli, uživatelské zkušenosti a sociálních dopadů jeho návrhů v rovnostářské tradici Frederick Law Olmsteda. Halprinovou tvůrčí silou byla interaktivnost, hravost veřejných fontán běžných v sedmdesátých letech. Doplňky, které nadále významně přispívají k potěšení chodců jsou například v Portlandu v Oregonu, kde je "Ira's Fountain" (Keller Fountain Park) je milována a dobře využita, a náměstí u budovy Spojených národů v San Franciscu.
V poslední době je mnoho Halprinových prací zdrojem debat, jsou poznamenány zanedbáním a někde jsou v havarijním stavu. Kritici argumentují, že jeho díla zastaraly a již neodrážejí styl který jejich město chce preferuje. Rozpočtová omezení a naléhavá "revitalizace" ohrožují některé z jeho projektů. V reakci na tento stav byly zřízeny fondy s cílem zlepšit péči o některé z lokalit a snažit se zachovat je v jejich původním stavu.
Byl s manželkou, tanečnicí Annou Halprin spolutvůrcem metody používající "RSVP cykly", kreativní metodu, která může být použita v zásadě ve všech oborech.

## Projekty

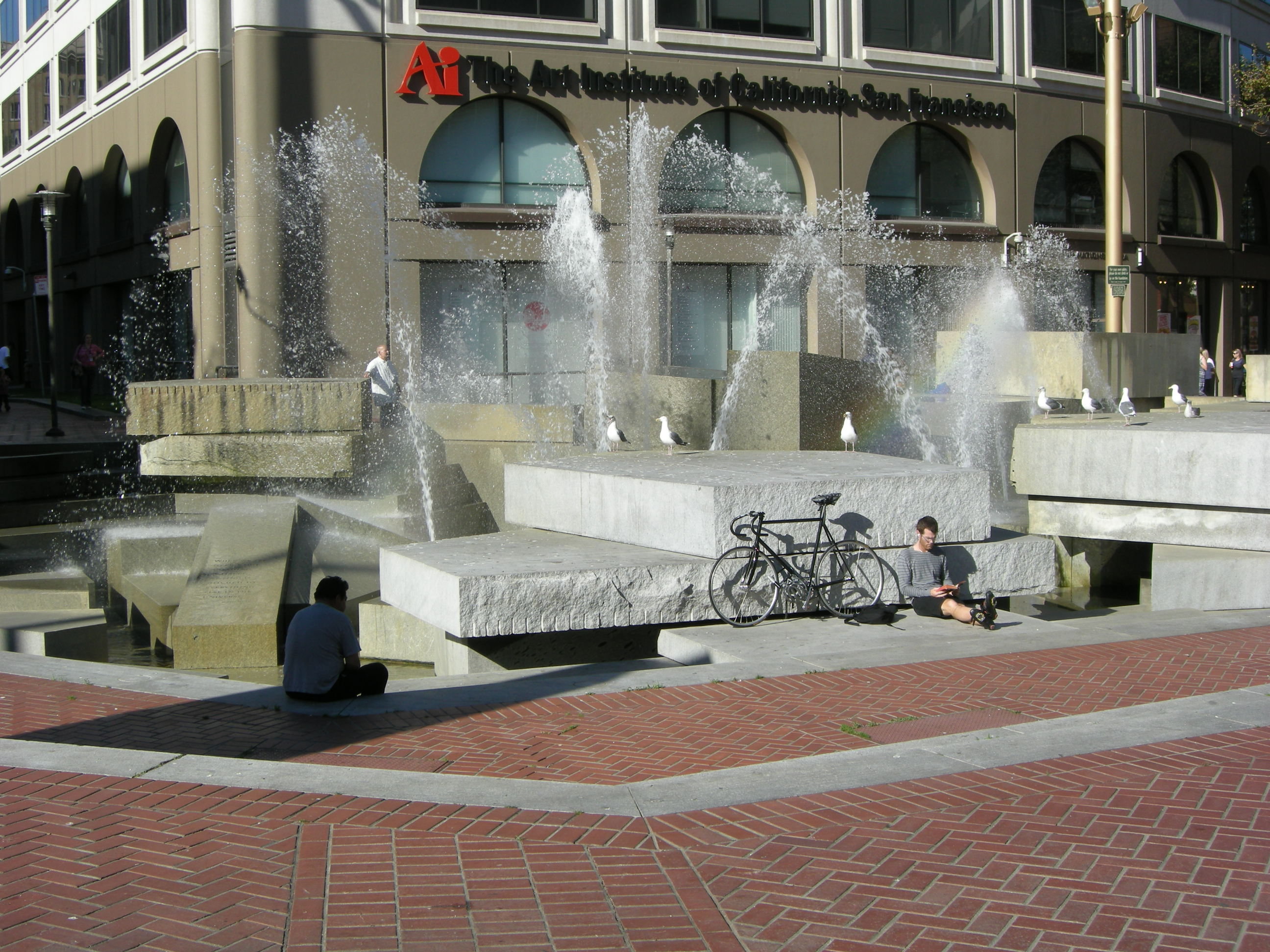
Union Nations Plaza, San Francisco

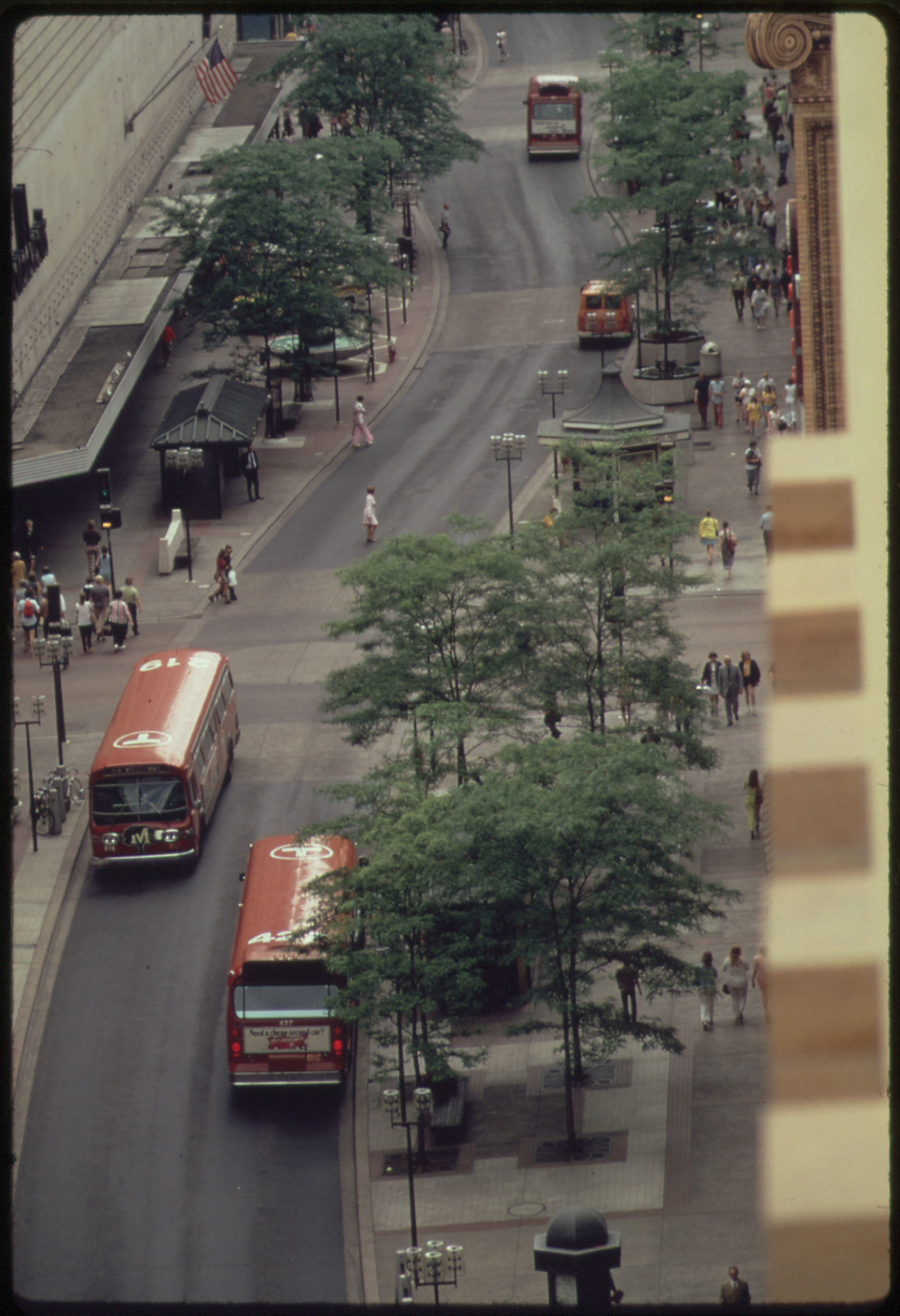
Dopravní linka Nicollet Mall, Minneapolis

Halprin v řadě projektů ukazuje svůj pohled na zahradu nebo volné prostranství jako na jeviště. Halprin pochopil, že „zahrada ve vašem vlastním bezprostředním okolí, nejlépe u vašich dveří, je tou nejvýznamnější zahradou“. Jako součást jednoty celku si cenil "divoké oblasti, kde můžeme být skutečně sami sebou a kde příroda může být vnímána jako prvotní zdroj života." Halprinem upravené projekty zahrnují městské parky, náměstí, obchodní i kulturní centra a další místa kongregace:
- krajina u Ferris House, Spokane, Washington, 1955
- vodní elektrárna Washington Water Power (nyní Avista Corporation), Spokane, Washington, 1959
- krajinářská úprava, územní plán pro světovou výstavu, Seattle, 1958–1962
- krajinářská úprava pro West Coast Memorial to the Missing of World War II, Presidio of San Francisco, 1960
- Sproul Plaza, Kalifornská univerzita, Berkeley, 1962[12]
- Ghirardelli Square v San Francisku v Kalifornii, časný model adaptace historických budov.[13] 1962–1965
- Saint Francis Square Cooperative housing project , San Francisco, design založený na pedisférách, s třípatrovými bytovými domy a s třemi krajinářsky upravenými vnitřními dvory, 1964
- hlavní plán pro Sea Ranch, Kalifornie, historicky významnou plánovanou komunitní spolupráci s developerem Al Boekem a architekty Joseph Esherick, Charles Willard Moore a dalšími.[5][14] 1964
- hlavní plán pro část sítě Bay Area Rapid Transit v San Francisku, 1964–1966
- krajinářská úprava pro Oakbrook Center v Oak Brook v Illinois, vnější terénní úpravy a fontána "Koňská hlava" v Northwest Plaza v St. Louis, Missouri a mnoho jiných poválečných předměstských nákupních náměstí, 1966-1968
- Nicollet Mall, Minneapolis, jedna z prvních národních dopravních linek, 1968
- Park Central Square, Springfield, Missouri, 1970
- Ira Keller Fountain (Ira's Fountain) a Lovejoy Fountain Park, součást mnohočetné úpravy s kašnami a venkovními prostory v Portlandu v Oregonu,[13] 1971
- Transit Mall v Downtown Portland, Oregon,[13] 1971
- vodní zahrada Water Garden, Olympia, Washington, 1972
- Skyline Park v Denveru v Coloradu – inspirován dílem Colorado National Monument, 1974
- United Nations Plaza v San Francisku v Kalifornii, 1975
- Sculpture Garden v muzeu „Museum of Fine Arts“, (Richmond, Virginie), 1975, zničeno
- Manhattan Square Park v Rochesteru, ve státě New York, městský park s dětským hřištěm, vodopády a kluzištěm, 1975
- Riverbank Park, Flint, Michigan, 1975
- Freeway Park v Seattlu ve státě Washington, inovativní rekultivace parku, 1976
- Plaza 8 Water Feature, 8th Street (vedle veřejné knihovny Mead Public Library), Sheboygan, Wisconsin, 1976

- Downtown Mall v Charlottesville ve Virginii, 8–9 blok zóny pouze pro pěší podél historické hlavní ulice, 1976
- Heritage Park Plaza, centrum města Fort Worth, Texas, 1980
- Rooseveltův památník Franklin Delano Roosevelt Memorial ve Washingtonu,[13] 1997
- Stern Grove Amphitheater, San Francisco, Kalifornie,[5] 2005
- vstup k vodopádům v Yosemitském národním parku, 2005[13]
- Stern Grove Amphitheater, San Francisco, Kalifornie, 2005
- Levi Plaza, San Francisco, Kalifornie
- Cascade Plaza, Akron, Ohio
- Downtown Greenville, hlavní ulice v Greenville, Jižní Karolína
- Innerbelt Freeway, Akron, Ohio

## Literární díla
- A Life Spent Changing Places (2011) ISBN 978-0-8122-4263-8
- The Sea Ranch: Diary of an Idea (2003) ISBN 1-888931-23-X
- The FDR Memorial: Designed by Lawrence Halprin (1998) ISBN 1-888931-11-6
- The Franklin Delano Roosevelt Memorial (1997) ISBN 0-8118-1706-7
- "Design as a Value System", Places: Vol. 6: No. 1 (1989)
- Lawrence Halprin: Changing Places (1986) ISBN 0-918471-06-0
- Ecology of Form (audio book) (1982) ISBN 1-85035-074-4
- Sketchbooks of Lawrence Halprin (1981) ISBN 4-89331-701-6
- Lawrence Halprin (Process Architecture) (1978)
- Taking Part: A Workshop Approach to Collective Creativity (with Jim Burns) (1974) ISBN 0-262-58028-4
- Lawrence Halprin: Notebooks 1959-1971 (1972) ISBN 0-262-08051-6
- The RSVP cycles; creative processes in the human environment. (1970, 1969) ISBN 0-8076-0557-3
- “Motation.” Progressive Architecture Vol. 46 (July 1965): ppg. 126-133
- Cities (1963)